# Helen Cordelia Angell
Helen Cordelia Angell, née Coleman en 1847, et morte en 1884, est une aquarelliste anglaise.

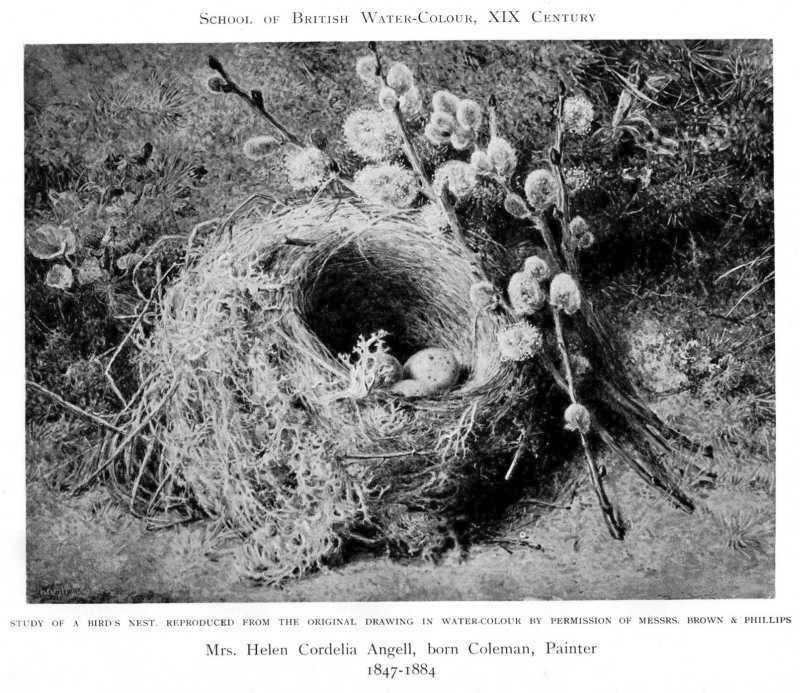
Study of a bird's nest

## Biographie
Helen Cordelia Angell est née en janvier 1847 à Horsham.
Elle est la cinquième fille des douze enfants d'Henrietta Dendy et de William Thomas Coleman, un médecin. Elle est scolarisée à la maison. Avec sa sœur, l'artiste en poterie Rose Rebecca Coleman, elle apprend à peindre et à dessiner auprès de leur frère aîné William Stephen Coleman, qui tient un atelier de poterie d'art à South Kensington.
Ses premières aquarelles sont exposées pour la première fois à la Dudley Gallery de Londres en 1864.
Elle épouse Thomas William Angell le 15 octobre 1874. Il est maître de poste et artiste amateur.
Elle est membre de la Royal Aquarelle de la Société et du Royal Institute of Painters in Water Colours, qui lui décerne le titre de membre en 1875. Avant sa mort, l'aquarelliste William Henry Hunt nomme Coleman son seul successeur.
Elle est Flower Painter in Ordinary to Queen Victoria de 1879 jusqu'à sa mort. Sa peinture Study of a bird's nest est incluse dans le livre de 1905Women Painters of the World. Ses œuvres font partie de la collection du Victoria & Albert Museum.
Elle est meurt d'un cancer de l'utérus à l'âge de 37 ans le 8 mars 1884.